# Emil Lassaria
Emil Lassaria (n. Emil Marinescu pe 3 octombrie 1981 în Târgoviște, România) este un DJ, producător și remixer român de muzică house.
A fost nominalizat la Romanian Music Awards 2013 la categoria „Cel mai bun DJ”, pentru piesa Tu Amor, înregistrată în colaborare cu Caitlyn.